# Marmosa adleri
Marmosa (Micoureus) adleri  is een opossum uit de familie van de Didelphidae.

## Taxonomie
Voorheen werd Marmosa adleri gerekend tot de Alstondwergbuidelrat. In 2021 liet genetisch en morfologisch onderzoek zien dat het om een zelfstandige soort gaat.

## Verspreiding
Marmosa adleri komt voor in Panama met een wijde verspreiding in het land, van de regio van Almirante nabij de grens met Costa Rica in het westen tot Darién en Guna Yala in de grensregio met Colombia in het oosten. Mogelijk loopt het verspreidingsgebied door tot in het oosten van Costa Rica en/of het noordwesten van Colombia. De soort komt voor van zeeniveau tot op circa 1.500 meter boven zeeniveau. De soort bewoont regenwouden, halfdroge bossen en landbouwgebieden zoals plantages voor cacao en banaan.

## Uiterlijk
Marmosa adleri heeft een uniforme vaalgrijsbruine vacht van de kruin tot en met de romp, een zwart gezichtsmasker, lichtgekleurde wangen en donkere oren. Het onbehaarde deel van de staart is donker van kleur. De lengte bedraagt 12 tot 15 cm met een gewicht van 40 tot 68 gram.  Marmosa adleri heeft een lange grijpstaart met een lengte van 21 tot 24 cm. De soort onderscheidt zich van de Alstondwergbuidelrat door de kleinere lengte, de relatief langere staart, relatief grotere oren en het kortere behaarde deel van de staartbasis.

## Leefwijze
Bij een studie in Parque Nacional Soberanía werd Marmosa adleri met name gezien in bomen op 1,7 tot 2,0 meter boven de grond.